# Howard Shore
Howard Leslie Shore (Toronto, 18 de outubro de 1946) é um compositor canadense. Ele já compôs a trilha para mais de 40 filmes, com seu trabalho mais notável sendo a trilogia O Senhor dos Anéis, que deram a ele três Oscars. Ele é um colaborador frequente do diretor David Cronenberg, tendo feito a trilha de todos os seus filmes, com a exceção de um, desde 1979. Shore também trabalhou com os diretores Martin Scorsese, David Fincher, Jonathan Demme e outros.
Ele também já compôs alguns concertos, incluindo a ópera The Fly, baseado no enredo (não em sua trilha) do filme The Fly (1986), de Cronenberg, que estreou no Théâtre du Châtelet, em Paris, no dia 2 de julho de 2008.
Shore já venceu três Oscars, além de dois Golden Globe  (Globo de Ouro) e  quatro Grammy Awards. Ele é o tio do compositor Ryan Shore.

## Infância e início
Shore nasceu em Toronto, Ontário, Canadá, filho de Bernice e Mac Shore. Ele estudou música na Berklee College of Music, em Boston, depois de se formar na Forest Hill Collegiate Institute. De 1969 até 1972, ele trabalhou com o grupo Lighthouse. Em 1970, ele foi o diretor musical de Lorne Michaels e Hart Pomerantz no programa de TV The Hart & Lorne Terrific Hour. Shore escreveu músicas para o musical do mágico Doug Henning, Spellbound, em 1974, e foi o diretor musical de Michaels, de 1975 até 1980, no programa Saturday Night Live, aparecendo em vários quadros. Foi Shore que sugeriu o nome "The Blues Brothers" para Dan Aykroyd e John Belushi.

## Carreira

### 1979–2000
A primeira trilha de Shore foi The Brood (1979), de David Cronenberg. Ele seguiria para compor a trilha de todos os filmes subsequentes de Cronenberg, com a exceção de The Dead Zone (1983). O primeiro filme que ele trabalhou que não era de Cronenberg foi After Hours (1985), de Martin Scorsese.
Depois de After Hours, ele fez a trilha de The Fly (1986), de novo com Cronenberg. Dois anos depois ele compôs a música de Big (1988), de Penny Marshall, estrelando Tom Hanks. Ele então trabalhou em mais dois filmes de Cronenberg: Dead Ringers (1988) e Naked Lunch (1991).
Em 1991, Shore compôs a trilha sonora para o aclamado filme The Silence of the Lambs, com Jodie Foster e Anthony Hopkins, dirigido por Jonathan Demme. Ele recebeu sua primeira indicação ao BAFTA Award por seu trabalho.
Durante 1993, ele fez as trilhas de M. Butterfly (outra colaboração com Cronenberg), Philadelphia (sua segunda colaboração com Demme) e Mrs. Doubtfire, de Chris Columbus.
Shore trabalhou em três filmes em 1994: The Client, Ed Wood e Nobody's Fool. Ed Wood é notável por ser um dos únicos dois filmes de Tim Burton a não ter uma trilha sonora feita por Danny Elfman.
Shore continuou a trabalhar em vários filmes de 1995 até 2001, incluindo mais duas colaborações com Cronenberg e a estreia de Tom Hanks na direção, That Thing You Do! (1996)

### 2001–2005
O grande sucesso de Shore veio em 2001, quando ele fez a trilha de The Fellowship of the Ring, o primeiro filme da aclamada série The Lord of the Rings. As notícias de que Shore iria compor a trilha da trilogia surpreenderam alguns, já que ele estava associado a filmes sombrios e nunca havia trabalhado em um épico. Entretanto, a trilha foi um enorme sucesso, e ele venceu seu primeiro Oscar, como também um Grammy, recebendo indicações ao Globo de Ouro e ao BAFTA.
No ano seguinte, ele fez as trilhas de Panic Room, Gangs of New York (substituindo Elmer Bernstein e colaborando com Scorsese pela primeira vez em quase vinte anos), e The Two Towers, o segundo filme da trilogia de Peter Jackson. A trilha de Shore para The Two Towers foi considerada inelegível para o Oscar, devido a uma nova regra que impedia a submissão de trilhas com temas anteriormente escritos. A regra provou-se ser altamente impopular, devido ao fato que se ela estivesse presente em anos anteriores, invalidaria trilhas para várias sequências. Como resultado, a Academia retirou a regra para os anos seguintes. Shore, entretanto, venceu o Grammy por The Two Towers e recebeu uma indicação ao BAFTA por Gangs of New York.
Em 2003, ele compôs a música para o filme final da trilogia The Lord of the Rings, The Return of the King. Foi o filme de maior sucesso da trilogia e o de maior sucesso do ano. Shore venceu seu segundo Oscar de Melhor Trilha Sonora, e seu primeiro Oscar de Melhor Canção Original por "Into the West", dividido com Fran Walsh e Annie Lennox. O filme foi indicado para, e venceu um total de 11 Oscars, um número recorde para um único filme, feito apenas igualado por Ben-Hur (1959) e Titanic (1997). Shore também venceu seu primeiro Globo de Ouro e seu terceiro e quarto Grammys, sendo ainda indicado ao BAFTA. As trilhas de The Lord of the Rings se tornaram algumas das mais bem sucedidas trilhas sonoras de todos os tempos, e os maiores sucessos da carreira de Shore.
No ano de 2004, ele novamente colaborou com Scorsese no épico The Aviator. Ele venceu seu segundo Golden Globe, se tornando o primeiro, e único, compositor a ganhar dois Globo de Ouro consecutivos. Ele também recebeu indicações ao BAFTA e ao Grammy.
Ele colaborou mais uma vez com Cronenberg em 2005, no filme A History of Violence, estrelando Viggo Mortensen. Em 2006 veio sua quarta colaboração com Scorsese, desta vez no filme The Departed.
Apesar de Shore ter originalmente recebido a encomenda de compor a trilha de King Kong (ele já tinha gravado grande parte da música), ele foi substituído por James Newton Howard devido a "diferentes aspirações criativas para a trilha" entre ele e os cineastas. Isso foi um acordo mútuo entre ele e o diretor Peter Jackson. Apesar disso, Shore tem uma ponta perto do final de King Kong como o maestro da orquestra do teatro, apresentando porções da trilha sonora original de Max Steiner para o filme original de 1933.

### 2006–presente
Em 2007, ele compôs a música para o jogo Soul of the Ultimate Nation. Durante 2007, ele também fez as trilhas de The Last Mimzy e Eastern Promises, mais uma colaboração com Cronenberg que lhe rendeu mais uma indicação ao Golden Globe. Em 2008 ele trabalhou no filme Doubt, estrelando Meryl Streep.
Em 2010, ele compôs a trilha do terceiro filme da série Twilight, The Twilight Saga: Eclipse, depois dos compositores Carter Burwell e Alexandre Desplat terem trabalho nos dois primeiros filmes. Ele também substituiu John Corigliano na trilha de Edge of Darkness, com Mel Gibson.
Já os seus projetos para 2011 foram A Dangerous Method, continuando sua longa duração com o diretor David Cronenberg. No mesmo ano compôs a música para Hugo, de Martin Scorsese, sua quinta colaboração com o diretor. Por esse filme recebeu sua sexta e quarta indicações ao Globo de Ouro e Oscar respectivamente.
Em 2012, Shore retornou à Terra-Média com a trilha de An Unexpected Journey, o primeiro filme da aclamada série The Hobbit e que marcou seu retorno à parceria com Peter Jackson. No ano seguinte deu sequencia a série com o filme The Desolation of Smaug, onde foi elogiado pela criação de novos temas para a Terra-Média. Contudo por estes dois primeiros filmes, ao contrário do que ocorreu com a trilogia anterior, Howard Shore não recebeu nenhuma indicação ou prêmio de alta importância pelo seu trabalho aqui feito.

## Filmografia
| - The Brood (1979) - Scanners (1981) - Videodrome (1983) - After Hours (1985) - The Fly (1986) - Big (1988) - Dead Ringers (1988) - Naked Lunch (1991) - The Silence of the Lambs (1991) - Mrs. Doubtfire (1993) - Philadelphia (1993) - M. Butterfly (1993) - The Client (1994) - Ed Wood (1994) - Nobody's Fool (1994) - Moonlight and Valentino (1995) - Se7en (1995) - Crash (1996) - That Thing You Do! (1996) - The Game (1997) - Cop Land (1997) - He Got Game (1998) - eXistenZ (1999) - Analyze This (1999) - Dogma (1999) - High Fidelity (2000) - The Cell (2000) - The Yards (2000) | - The Score (2001) - Tape (2001) - The Lord of the Rings: The Fellowship of the Ring (2001) - Gangs of New York (2002) - Panic Room (2002) - Spider (2002) - The Lord of the Rings: The Two Towers (2002) - The Lord of the Rings: The Return of the King (2003) - The Aviator (2004) - A History of Violence (2005) - The Departed (2006) - Soul of the Ultimate Nation (2007) - The Last Mimzy (2007) - Eastern Promises (2007) - Doubt (2008) - The Betrayal (2008) - The Twilight Saga: Eclipse (2010) - Edge of Darkness (2010) - A Dangerous Method (2011) - Hugo Cabret (2011) - The Spider (2011) - Sinatra (2011) - The Rise of Theodore Roosevelt (2011) - The Hobbit: An Unexpected Journey (2012) - The Hobbit: The Desolation of Smaug (2013) - The Hobbit: The Battle of the Five Armies (2014) - Maps to the Stars (2014) - Rosewater (2014) - Spotlight (2015) |